# 30P/Reinmuth
30P/Reinmuth (również Reinmuth 1) – kometa okresowa, należąca do rodziny komet Jowisza.

## Odkrycie i nazwa
Kometę tę odkrył astronom Karl Reinmuth 22 lutego 1928 roku w obserwatorium Landeswarte Heidelberg-Königstuhl (Niemcy).
W nazwie znajduje się zatem nazwisko odkrywcy.

## Orbita komety
Z początku obliczono okres obiegu komety 30P/Reinmuth na 25 lat, obliczenia te jednak później  skorygowano na 7 lat. Spekulowano wówczas, że kometa ta może być zagubioną przez obserwatorów kometą Taylora z 1915 roku. Ostatecznie wykluczył to George van Biesbroeck.
W roku 1937 30P/Reinmuth przeszła blisko Jowisza, co spowodowało zmianę elementów jej orbity.
Orbita komety ma obecnie kształt wydłużonej elipsy o mimośrodzie 0,5. Jej peryhelium znajduje się w odległości 1,88 j.a., aphelium zaś 5,66 j.a. od Słońca. Jej okres obiegu wokół Słońca wynosi ponad 7,3 roku, nachylenie do ekliptyki to wartość 8,12˚.

## Właściwości fizyczne
Jądro tej komety ma średnicę 7,8 km.